# Vol Japan Air Lines 715
Le 27 septembre 1977, un Douglas DC-8 effectuant le vol Japan Air Lines 715, un vol international régulier entre l'aéroport international de Tokyo-Haneda, au Japon, et l'aéroport de Singapour-Changi, à Singapour, avec plusieurs escales prévue à Hong Kong et à Subang Jaya, en Malaisie, s'est écrasé lors de la phase d'approche vers l'aéroport Sultan Abdul Aziz Shah. 
Sur les 79 passagers et membres d'équipage à bord, on dénombre 34 morts et 45 blessés, ce qui en fait le deuxième accident aérien le plus meurtrier survenue en Malaisie, jusqu'à celui du vol Malaysian Airline System 653, survenue deux mois plus tard et qui à fait 100 morts. 

## Avion
L'appareil impliqué est un Douglas DC-8-62H, immatriculé JA8051, fabriqué en 1971 et livré à Japan Air Lines le 23 août. Il est propulsé par 4 turboréacteurs de type Pratt & Whitney JT3D-3B.

## Accident
Deux heures après le décollage, le contrôle aérien de l'aéroport Sultan Abdul Aziz Shah autorise le vol 715 à commencer la phase d'approche et d'atterrir sur la piste 15. L'équipage entame alors son approche, en sortant le train d'atterrissage et en déployant les volets. 
Cependant, l'appareil est descendu en-dessous de l'altitude minimale de descente, fixée à 750 pieds (230 m), puis à une altitude de 300 pieds (91 m), il s'est écrasé sur le flanc d'une colline située à 7 km de l'aéroport. Le DC-8 s'est disloqué lors de l'impact et un incendie s'est déclaré, qui a été éteint par les équipes de sauvetage et de lutte anti-incendie de l'aéroport.
L'accident a tué huit des dix membres d'équipage et 26 des 69 passagers présent à bord de l'appareil. Les 45 survivants, parmi les passagers et les membres d'équipage, ont tous été transportés à l'hôpital.

## Cause
Au moment de l'accident, les conditions météorologiques autour de l'aéroport sont mauvaises et le vol 715 doit effectué une approche de type VOR. 
L'enquête a déterminé que la cause de l'accident est le non-respect, par le commandant de bord, de l'altitude minimale de descente et la poursuite de l'approche sans avoir la piste en vue, conduisant à l'impact avec le relief. 
Les pilotes ont perdu de vue l'aéroport en raison du mauvais temps, qui a également contribué à cet accident. De plus, le copilote n'a pas contesté le commandant de bord pour avoir enfreint les règles établies pour les approches aux instruments.